# Карпенисион
Карпени́сион (греч. Καρπενήσιον, Карпениси ή Καρπενήσι) — малый город в Греции. Славянское и османское название до XIX века — Карпеница.
Расположен на высоте 959 метров над уровнем моря на юго-западном склоне горы Велухи, на правом берегу реки Карпенисьотис, в 198 километрах к северо-западу от Афин, в 51 километре к западу от Ламии и в 71 километре к северо-востоку от Агриниона. Административный центр одноимённой общины (дима) и периферийной единицы Эвритании в периферии Центральной Греции. Население 7183 жителя по переписи 2011 года.
В Карпенисионе находится кафедра Карпенисийской митрополии.
В деревне Велухи, что в 11 километрах к северо-востоку от Карпенисиона, расположен крупный горнолыжный центр Греции — «Велухи» (Χιονοδρομικό κέντρο Βελουχίου).
Через Карпенисион проходит национальная дорога 38 (Ламия — Карпенисион — Агринион — Термон), часть европейского маршрута E952.

## История
В ночь на 9 (21) августа 1823 года состоялась битва при Карпениси, в которой турки потеряли 2 тыс. человек и погиб герой Греческой революции Маркос Боцарис.

## Сообщество Карпенисион
В общинное сообщество Карпенисион входят пять населённых пунктов. Население 7348 жителей по переписи 2011 года. Площадь 59,037 квадратного километра.
| Населённый пункт | Население (2011), человек |
| ---------------- | ------------------------- |
| Велухи           | 6                         |
| Горианадес       | 146                       |
| Итья             | 2                         |
| Калитея          | 11                        |
| Карпенисион      | 7183                      |

## Население
| Год  | Население, человек |
| ---- | ------------------ |
| 1991 | 6175               |
| 2001 | 7228               |
| 2011 | ↘ 7183             |

## Города-побратимы
- США, Ашвилл

## Знаменитые уроженцы
- Карпенисиотис, Афанасиос (1780—1821) — гетерист, под его командованием гетеристы вырвались 1 мая 1821 года из осажденного турками Галаца, пал в битве под Скулянами.